# Oosterwijkse Vloed (Hengelo)

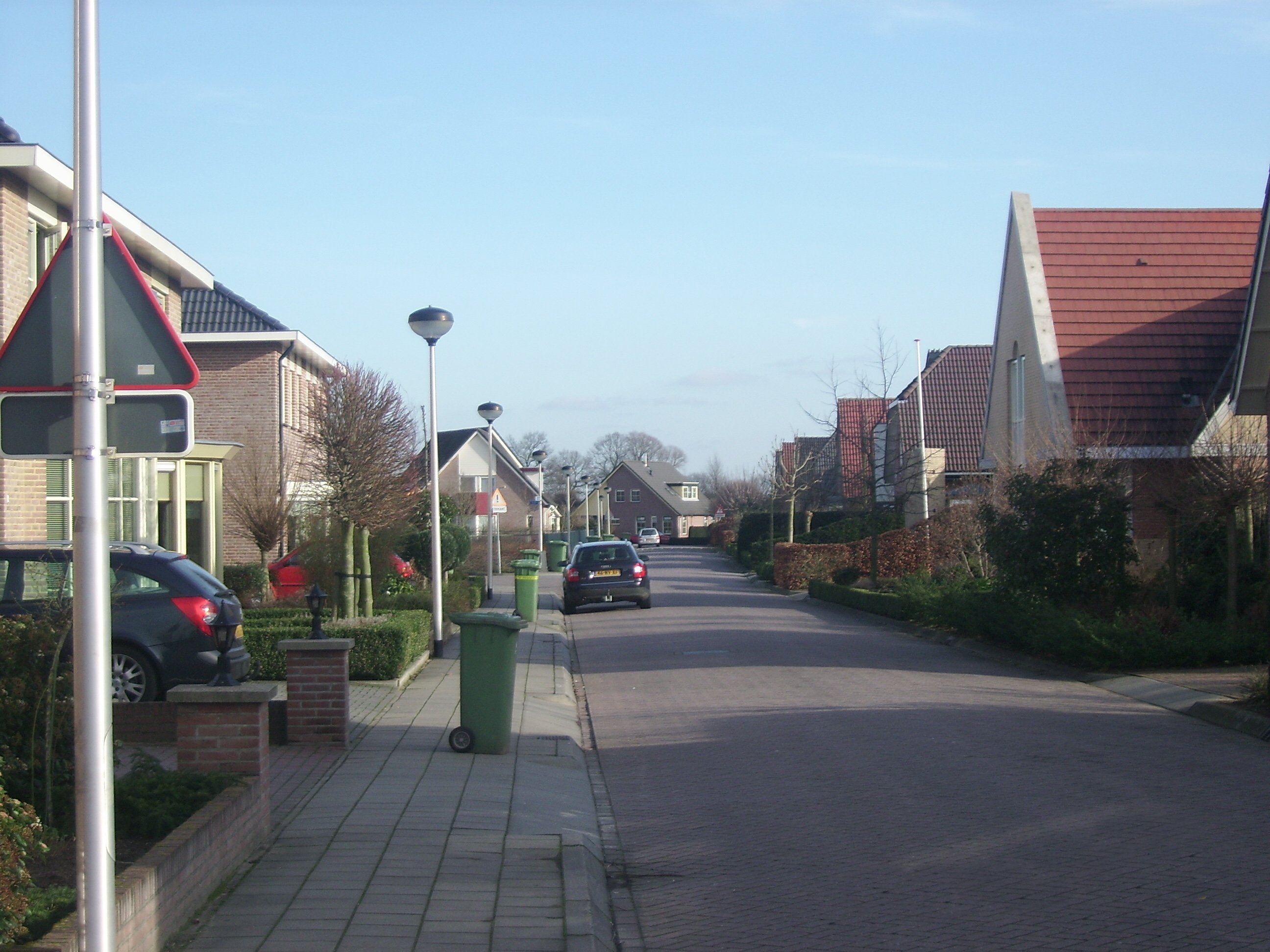
Oosterwijkse Vloed

De Oosterwijkse Vloed is een wijk in het zuidoosten van Hengelo (Gelderland). Het is een van de nieuwere woonwijken in Hengelo met 200 à 250 huizen. Het is een moderne wijk met veel groen en speelplekken voor kinderen.